# Griselda (Bononcini)
Griselda es una ópera seria en tres actos con música de Giovanni Bononcini y libreto que es una revisión del poeta Paolo Rolli de otro anterior escrito por Apostolo Zeno en el año 1701, basado a su vez en el Decamerón de Giovanni Boccaccio (X.10]]). Se estrenó en Londres, en King's Theatre el 22 de febrero de 1722.
Antonio Maria Bononcini, el hermano de Giovanni Bononcini, había compuesto una ópera homónima del mismo libreto cuatro años antes.

## Otras versiones
De esta ópera hay al menos otras dos versiones: la primera musicada por Antonio Vivaldi sobre texto de Apostolo Zeno con la revisión del libreto de Carlo Goldoni, puesta en escena el 18 de mayo de 1735. El mismo Goldoni el año siguiente había hecho una versión en prosa para la compañía Imer.